# Barracuda (БПЛА)
Barracuda (рус. «Барракуда») — разведывательный БПЛА совместной германо-испанской разработки. Главным разработчиком является компания Cassidian, подразделение Европейского аэрокосмического и оборонного концерна EADS. Первый полёт Barracuda состоялся 2 апреля 2006 года.
Предназначен для разведки целей, телевизионной разведки площадных целей и отдельных маршрутов, корректировки огня. Barracuda оснащается турбореактивным двигателем JT15D-5C производства канадского подразделения компании Pratt & Whitney. Взлёт и посадка БПЛА осуществляется по-самолётному.

## ЛТХ
- Длина: 8,25 м
- Размах крыла: 7,22 м
- Вес: 2300 кг
- Скорость: 0,85 Mаха
- Двигатель: 1 × ТРДДФ JT15D-5C
  - Тяга максимальная: 1 × 14,2 кН[1]
- Максимальный взлётный вес: 3250 кг
- Практический потолок: 6000 м
- Полезная нагрузка:  300 кг
- Радиус действия: до 200 км